# Dolichopus lancearius
Dolichopus lancearius är en tvåvingeart som beskrevs av Hedstrom 1966. Dolichopus lancearius ingår i släktet Dolichopus och familjen styltflugor. Enligt den finländska rödlistan är arten nära hotad i Finland. Arten är reproducerande i Sverige. Artens livsmiljö är tallbevuxna rikkärr. Inga underarter finns listade i Catalogue of Life.